# Giunzione neuromuscolare

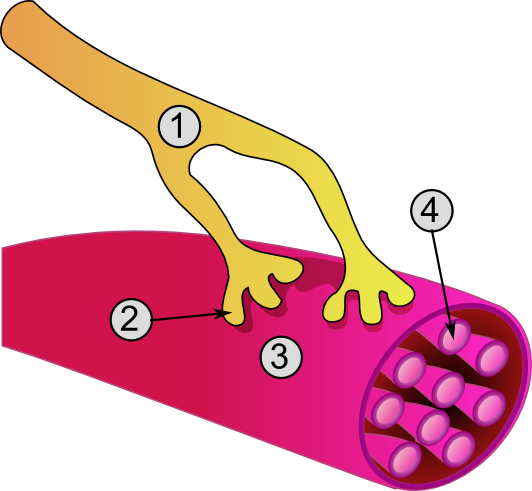
Schema di una placca motrice:
1) fibra motrice e sue ramificazioni terminali;
2) bottone sinaptico;
3) sarcolemma;
4) miofibrille

La giunzione neuromuscolare è la sinapsi periferica che si viene a formare tra la terminazione di un motoneurone e una determinata fibra muscolare, dando origine ad un'unità motrice. In quanto tale, la placca motrice permette la comunicazione di tipo chimico (in quanto avviene attraverso mediatori chimici) tra il motoneurone e la fibra stessa; tramite il rilascio di acetilcolina, infatti, la fibra muscolare potrà contrarsi.

## Struttura
La fibra nervosa si porta a livello di una fibra muscolare, perde il suo rivestimento mielinico, fonde la sua membrana basale con quella della fibra muscolare, costituisce una serie di espansioni bottoniformi, ospitate in invaginazioni del sarcolemma della fibra muscolare; tali invaginazioni sono dette "docce sinaptiche" o "fessure sinaptiche primarie". 
ll sarcoplasma della regione della fibra nei pressi della giunzione neuromuscolare è denominato "suola della placca motrice", risulta privo di miofibrille, ricco di mitocondri, RER, ribosomi liberi, e presenta nuclei definiti "nuclei della suola"(sono nuclei della fibra muscolare). Altri nuclei, presenti esternamente alla fibra muscolare nell'ambito della giunzione neuromuscolare, sono i "nuclei dell'arborizzazione",e appartengono a cellule di Schwann (che nelle fibre nervose generalmente determinano la formazione della guaina mielinica).
Nell'ambito delle docce sinaptiche, la spazio presinaptico è costituito dall'espansione bottoniforme della terminazione nervosa, mentre quello postsinaptico dal sarcoplasma antistante all'espansione nervosa stessa. Tra le due è presente uno spazio sinaptico (spesso 20-50 nm), che si caratterizza per la presenza di numerose ulteriori invaginazioni dovute a ripetuti ripiegamenti del sarcolemma. Tali invaginazioni costituiscono le fessure sinaptiche secondarie. 
Tralasciando eccessive precisazioni di natura ultrastrutturale e macromolecolare, si può affermare che, a livello dello spazio presinaptico si riscontra la presenza di mitocondri (impegnati nel supporto energetico alla trasmissione sinaptica) e di vescicole di acetilcolina che, una volta rilasciata a livello dello spazio sinaptico, agisce al livello dei recettori per l'acetilcolina situati nell'ambito delle "creste" del sarcolemma (in pratica, tra una fessura sinaptica secondaria e l'altra). Tali recettori innescano un'onda di depolarizzazione che rapidamente si porta a livello dei tubuli T, dove si determina la liberazione degli ioni calcio da parte delle cisterne terminali del reticolo sarcoplasmatico, adiacenti ai tubuli T da entrambi i lati nell'ambito delle cosiddette triadi. L'aumento della concentrazione degli ioni calcio innesca la contrazione muscolare

## Patologie
- Miastenia gravis
- Sindrome di Lambert-Eaton
- Miastenie congenite
- Neuromiotonia acquisita o sindrome di Isaacs
- Sindrome dell'uomo rigido
- Botulismo e alcune neuropatie da tossicità